# Ruffersken
Ruffersken er titlen på flere nederlandske billeder. Berømtest er Vermeers oliemaleri signeret og dateret 1655 af den hollandske maler Johannes Vermeer. Maleriet er 143 cm højt og 130 cm bredt. Motivet er et bordel og viser fire personer. Maleriet anses for Vermeers første genrebillede og er udstillet på Gemäldegalerie Alte Meister i Dresden.

## Motiv og beskrivelse
Billedede Ruffersken viser fire næsten legemsstore figurer bag et fornemt knyttet orientalsk tæppe, der dækker dem fra brystet og ned. De kommunikerer indbyrdes og med beskueren. Den sortklædte gamle dame, den unge pige og manden, der bagfra omfavner pigen, danner en tematisk og kompositorisk enhed. Manden til venstre i billedet, der står lidt i skygge, falder uden for handlingen, idet han vender sig væk fra de andre og ud mod beskueren mod hvilken, han hæver sit glas. Han er i lapset tøj og med baret; i den ene hånd holder han et musikinstrument og i den anden sit glas.
Maleriet skal forstås som et genrebillede og specifikt i underkategorien bordelbilleder (bordeeltje). En genre der var højt anset i samtiden, ikke mindst da den kunne bruges til at afbilde Jesu lignelse om Den fortabte søn beskrevet i Lukasevangeliet (15.11-32). Motivet har da også en religiøs dimension, som ses af figuren længst til venstre, som sandsynligvis forestiller den fortabte søn, der spilder sin arv på spil og hor. Den fortabte søn er sandsynligvis et selvportræt af Johannes Vermeer, som det ofte var kutyme i den slags billeder (fx Rembrandt). Det kan sandsynliggøres, når man ser, at han er klædt i samme tøj som maleren i Allegori over malerkunsten (1673). Det er i givet fald det eneste selvportræt af Johannes Vermeer. Fremstillingen af moralen er dog ganske behersket sammenlignet med tidens andre malerier i genren. Således ses der fx ikke en seng, hvilket ville udpensle pointen kraftigere, eller som i et lignende billede af Frans van Mieris (1635-1681) Soldaten og pigen (1658), hvor der i baggrunden er to hunde, der kopulerer. Det er også muligt at kvinden i den gule trøje, der bliver købt af manden i den røde jakke (han har mønter i hånden) ikke er en professionel prostitueret, men at scenen er sat i hemmelige omgivelser, så der er tale om en udenomsægteskabelig affære, der er ved at begynde, med kvinden i sort som mellemmand. Og ikke som rufferske i færd med at afslutte en handel på et bordel.
Vermeers maleri er inspireret af et lignende motiv af utrecht-caravaggisten Dirck van Baburen (1590-1624) som hans svigermor Maria Thins ejede – og som i øvrigt danner baggrund i to andre af Vermeers malerier (Koncerten og En kvinde, der står ved et klaviatur). Det er også det første billede, hvor Vermeer søgte at nå den karakteristiske realisme i sin maleteknik, han blandt andet er berømmet for. Fx i vinkaraflen, der står usikkert på bordet til højre i billedet, keramikkaraflen, der er malet med en tyk impasto, hvormed Vermeer udpensler dens ru overflade og giver den en tredimensionalt udtryk.